# Mather Tower
De Mather Tower is een wolkenkrabber in Chicago, Verenigde Staten. Het gebouw werd op 7 maart 2001 tot een Chicago Landmark benoemd. Het gebouw staat op 75 East Wacker Drive.

## Geschiedenis
In 1926 begon de constructie van de toren. De bouw werd in 1928 voltooid. In 1998 vielen er stukken terracotta van de gevel af. De gevel werd als voorzorgsmaatregel bedekt met een net. Van 1982 tot 1983 werd het gebouw door Harry Weese and Associates gerenoveerd.
In 2000 werd de koepel van het gebouw als ondeugdelijk gezien. De koepel, die de bovenste vier verdiepingen van het gebouw vormde, werd dan ook verwijderd. Pas in november 2001 werd de koepel vervangen. Op 22 november 2003 vielen er tegels van de Mather Tower af, waardoor twee voetgangers werden geraakt. In mei 2009 werd het River Hotel in het gebouw geopend.
In 2006 kreeg het gebouw de National Preservation Honor Award van de National Trust for Historic Preservation.

## Ontwerp
De Mather Tower is 158,8 meter hoog en telt 41 verdiepingen. Het is ontworpen door Herbert Hugh Riddle en Koenen Associates in een neogotische stijl. De slanke vorm van het gebouw werd aangemoedigd door de Chicago Zoning Ordinance, die stond voor hoge, dunne wolkenkrabbers.
Ooit huisde het gebouw het hoofdkantoor van de Mather Stock Car Company. De originele plannen bevatten een tweede, identieke tweelingtoren. Maar deze toren werd door de komst van de Grote Depressie geschrapt.
Het onderste gedeelte van de toren wordt als kantoorruimte gebruikt. De bovenste verdiepingen bevatten een privé hotel.